# ويستون ووركيرز
ويستون ووركيرز هو نادي كرة قدم أسترالي تم إنشاؤه في سنة 1907 الميلادية 